# 圣巴尔布叙加永
圣巴尔布叙加永（法語：Sainte-Barbe-sur-Gaillon，法語發音：[sɛ̃t baʁb syʁ ɡajɔ̃]，意为“加永上方的圣巴尔布”）是法国厄尔省的一个旧市镇，属于莱桑德利区。2016年，圣巴尔布叙加永与临近的2个市镇合并为新市镇勒瓦勒达泽。

## 地名
与通常在法语地名中表示“在……河畔”之意的“sur”不同，该地名Saint-Aubin-sur-Gaillon中的“sur”意为“在……上方”，表示名为圣巴尔布（Sainte-Barbe）的该地与加永（Gaillon）的位置关系，并以“加永上方的圣巴尔布”之名区分其他的“圣巴尔布”，且事实上也并无“加永河”存在。

## 地理
圣巴尔布叙加永（49°10'2"N, 1°18'44"E）面积4.18 平方千米，位于法国诺曼底大区厄尔省，该省份为法国北部内陆省份，北起滨海塞纳省，西接奧恩省和卡爾瓦多斯省，南至厄尔-卢瓦省，东临瓦兹省、瓦兹河谷省和伊夫林省。
圣巴尔布叙加永的时区为UTC+01:00、UTC+02:00（夏令时）。

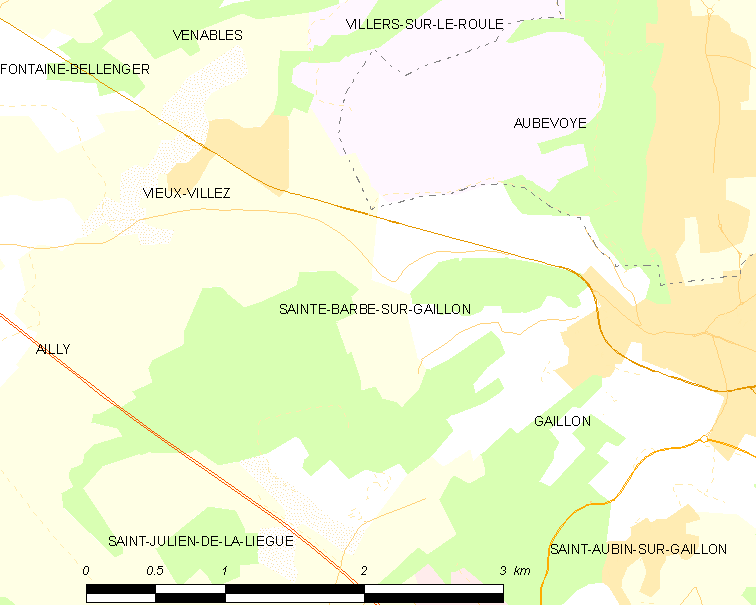
圣巴尔布叙加永的OSM定位图

## 行政
圣巴尔布叙加永的邮政编码为27600，INSEE市镇编码为27519。

## 政治
圣巴尔布叙加永所属的省级选区为加永县。

## 人口

1962-2008年间圣巴尔布叙加永人口变化图示

圣巴尔布叙加永于2018年1月1日时的人口数量为322人。